# Dennyloanhead
Dennyloanhead est un village dans le Falkirk, en Écosse.